# Musée des antiquités de l'Extrême-Orient
Le musée des antiquités de l'Extrême-Orient (Östasiatiska museet) est un musée public situé à Stockholm, en Suède, sur l'île de Skeppsholmen, dans l'édifice Tyghuset (en). Il a été fondé en 1926 par le gouvernement suédois grâce aux nombreuses découvertes de Johan Gunnar Andersson en Chine au cours des années 1920. Le sinologue Bernhard Karlgren lui succéda en 1939.
De nos jours, le musée présente plusieurs collections et expositions d'archéologie, de culture et d'arts asiatique. Il possède également une grande bibliothèque de recherche spécialisée sur l'Asie et ouverte au public.
Le musée publie annuellement le Bulletin of the Museum of Far Eastern Antiquities, fondé en 1929 par Andersson.